# Axcaco
Axcaco är en ort i Mexiko.   Den ligger i kommunen Huejutla de Reyes och delstaten Hidalgo, i den sydöstra delen av landet, 190 km norr om huvudstaden Mexico City. Axcaco ligger 623 meter över havet och antalet invånare är 821.
Terrängen runt Axcaco är kuperad norrut, men söderut är den bergig. Runt Axcaco är det ganska tätbefolkat, med 248 invånare per kvadratkilometer. Närmaste större samhälle är Huejutla de Reyes, 14,8 km nordost om Axcaco. I omgivningarna runt Axcaco växer i huvudsak städsegrön lövskog.